# Abertis
Abertis Infraestructuras, SA, (IBEX 35: ABE) é uma empresa espanhola fundada em 1967 com sede em Barcelona que se dedica à exploração de infraestruturas de transportes e telecomunicações.
O grupo é composto por mais de 60 empresas, que são geridas direta ou indiretamente.